# Oeversee
Oeversee (danska: Oversø) är en kommun och ort i Kreis Schleswig-Flensburg i förbundslandet Schleswig-Holstein i Tyskland.
Kommunen ingår i kommunalförbundet Amt Oeversee tillsammans med ytterligare två kommuner.